# 布罗代茨凯
49°45′35″N 28°38′17″E / 49.75972°N 28.63806°E

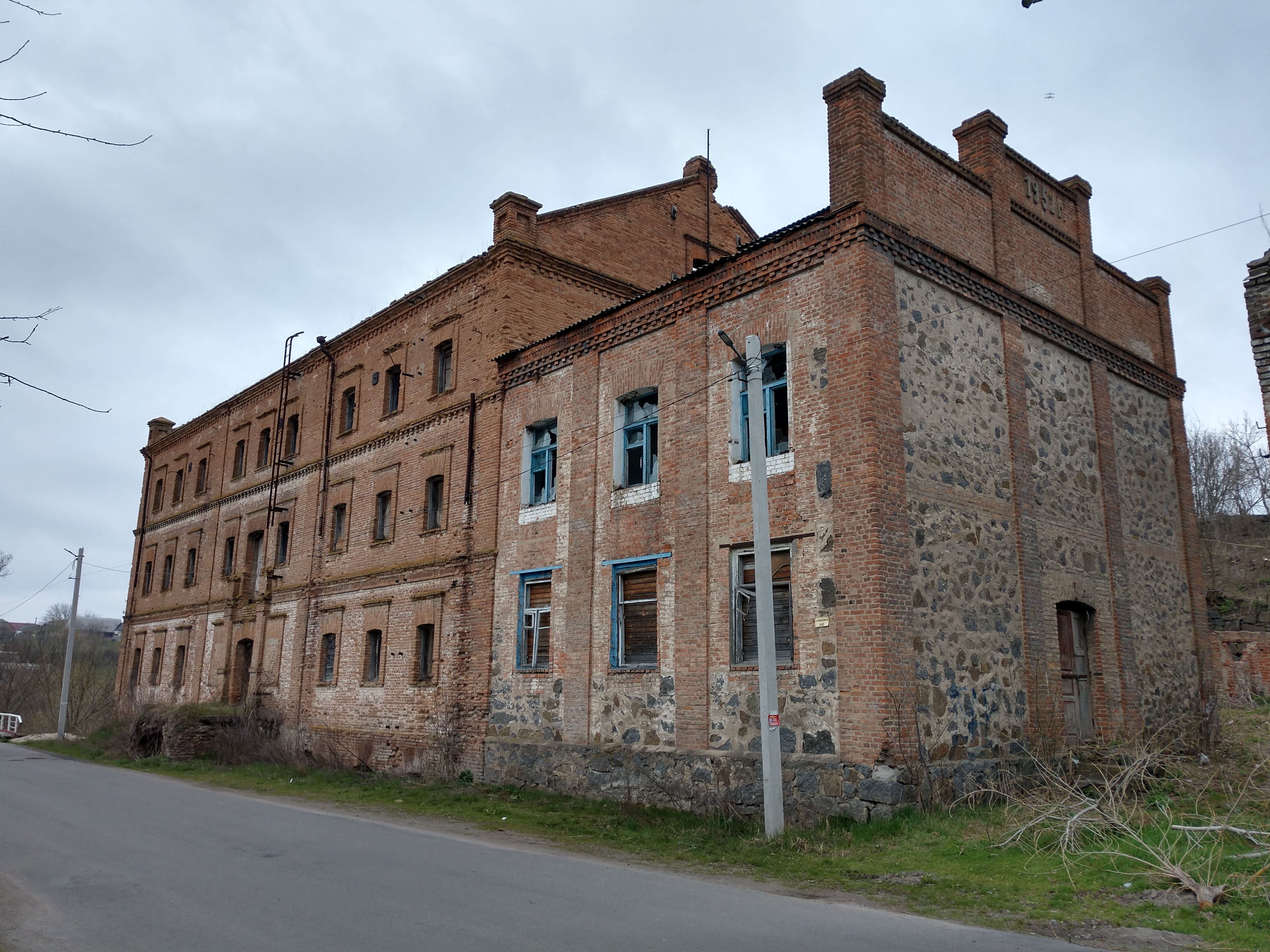
水磨坊

布羅代茨凯（烏克蘭語：Бродецьке），是烏克蘭西南部文尼察州赫米利尼克區赫卢希夫齐市镇内的市級鎮。始建於1712年，面積2.29平方公里，海拔高度251米，2011年人口2,302，人口密度每平方公里1,005人。